# 海部俊樹
海部俊樹（日语：／ Kaifu Toshiki，1931年1月2日—2022年1月9日），日本政治家，愛知縣名古屋市生身，是第76任及第77任內閣總理大臣，也是首位在昭和時代出生的首相。日本自民黨一個弱小派系河本派的成員。在青年时期与竹下登、宇野宗佑并称为“自民党青年三杰”。

## 生平
海部俊樹出生於1931年，家中經營照相館生意。
海部在就讀大學時已經參加辯論學會。1951年由中央大學法科專門部畢業後就成為眾議員河野金昇的秘書。之後海部再到早稻田大學修讀法律系，並在1954年畢業。1958年，河野金昇突然去世，議席的遺缺由河野的妻子孝子競逐並當選，而海部則轉任河野孝子的秘書。1960年，河野孝子交棒予海部俊樹，海部成功當選，成為當時最年輕的議員。
1989年1月31日，時任眾議員的海部俊樹宣佈天皇裕仁的諡號為「昭和天皇」。
里库路特公司以低价向政界要人赠送股票，政界要人再于市场上高价抛售的手段向政治家行贿的醜聞於1989年1月24日被曝光。自民党要人先后被卷入此事。自民党五大派中除了河本派，其他四派自会长以下所有要员全部涉及此案，自民党声誉一落千丈。里库路特事件导致竹下登内阁倒台后，自民党推举宇野宗佑继任首相，收拾残局。不料，一上台就有人揭发宇野宗佑曾与艺妓通奸，导致自民党在7月23日参议院改选中惨败，仅得36席（减少33席），在野党在参议院总议席首次超过自民党。次日宇野宗佑被迫辞职。无奈之下，自民党不得不推举小派河本派的海部俊树出任首相。1991年，由于竹下派的阻挠导致政改方案流产，海部俊树宣布辞职，并在11月正式离职，随后由宫泽喜一接任。
1994年，羽田孜內閣倒台，自民黨擁立日本社會黨委員長村山富市為首相候選人。而小澤一郎等則擁立海部，但海部在決選投票敗下來，數天後離黨，建立自由改革聯合。當時任自民黨幹事長代理的野中廣務，以「前總裁居然背叛了黨」為理由，把自民黨總部八樓總裁辦公室中的歷代總裁肖像中撤下海部的肖像。同年十二月，成為小澤組成的新進黨初代黨魁。本來野中廣務指示要把海部的肖像當廢物處理，但是被人指責為孩子氣，最後海部的肖像存放在自民黨的收藏庫中。1998年，小淵惠三與小澤一郎談自自聯合時，野中廣務不再批判海部。
1998年新進黨解散後，一度成為無黨籍，但隨著小澤與自民黨合作結成聯盟後加入小澤新組成的自由黨。2000年，小澤宣佈自由黨脫離聯合政權時，與一眾支持與自民黨聯合的議員組成保守黨，後來吸收了一些民主黨的離黨份子結成保守新黨。
2003年眾議院選舉保守新黨大敗，與自民黨合併，結果海部俊樹重回自民黨。海部在自民黨收藏庫的肖像終於可以重見天日，再次掛在總裁辦公室中。
2009年8月30日举行的众议院选举，自民党大败，海部俊树落选众议员，成為繼1963年社會黨的片山哲和自民党的石桥湛山后，46年来首位前任首相在大选中落选，海部結束其近半世紀的政治生涯。
2022年1月9日，海部俊树在东京因病去世，终年91岁。

## 荣誉
- 桐花大绶章（2011年）
- 大勋位菊花大绶章（2022年1月[4]）
- 正二位（2022年1月追授[4]）